# Линия жизни (рассказ)
«Линия жизни» (англ. Life-Line, ещё переводилось как Нить жизни) — первый опубликованный (и с тех пор многократно переизданный отдельно и в сборниках) научно-фантастический рассказ Роберта Хайнлайна, открывающий также его цикл «История Будущего». Хайнлайн сначала решил написать его для публикации в журнале Thrilling Wonder Stories, но в итоге продал его вдвое дороже, за 70 долларов (соответствует примерно 1130 долларам в 2012 году), журналу Astounding, где рассказ и был напечатан в 1939 году. На русском языке впервые опубликован в переводе Э. Маркова в журнале «Изобретатель и рационализатор» (1982 год, № 3).

## Сюжет
Малоизвестный профессор Пинеро изобрёл аппарат, который мог точно определить продолжительность жизни конкретного человека, указав на даты его рождения и смерти. Несмотря на то, что в Академии наук его сначала не восприняли всерьёз, Пинеро открыл собственный бизнес по предсказанию даты смерти. Этим оказались недовольны крупнейшие страховые компании страны, которые попытались через суд запретить «шарлатанскую» деятельность профессора. Когда законными методами не получилось закрыть бизнес Пинеро, в ход пошли любые средства, способные спасти страховые компании от разорения…

## Выдержки
Часто цитируемый отрывок из рассказа, не теряющий актуальность в XXI веке, когда из госбюджета вливаются огромные средства, чтобы не дать обанкротиться промышленным гигантам (например, General Motors):

В последнее время у некоторых групп в нашей стране сложилось мнение, что всего лишь вследствие получения человеком или корпорацией прибыли от общества сколько-то лет правительство и суды обязаны гарантировать им эту прибыль в будущем, даже когда обстоятельства меняются, и вопреки интересам общества. Эта странная доктрина не поддерживается ни законом, ни обычаем. Ни отдельные лица, ни корпорации не имеют права являться в суд и просить, чтобы часы истории были остановлены или стрелки их переведены назад.
Оригинальный текст (англ.)There has grown in the minds of certain groups in this country the idea that just because a man or corporation has made a profit out of the public for a number of years, the government and the courts are charged with guaranteeing such a profit in the future, even in the face of changing circumstances and contrary to public interest. This strange doctrine is supported by neither statute or common law. Neither corporations or individuals have the right to come into court and ask that the clock of history be stopped, or turned back.

Ещё один отрывок заслуживает внимания поборников консенсуса:

В науке существуют два пути формирования мнения — научный и схоластический. Можно судить по опыту или слепо принимать авторитет. Для научного ума важно только экспериментальное доказательство, а теория — всего лишь удобное описание, подлежащее отбрасыванию, когда оно более не соответствует опыту. Для академического ума авторитет — всё, а факты отбрасываются, когда не соответствуют теории, утверждённой авторитетом.
Оригинальный текст (англ.)There are but two ways of forming an opinion in science. One is the scientific method; the other, the scholastic. One can judge from experiment, or one can blindly accept authority. To the scientific mind, experimental proof is all important and theory is merely a convenience in description, to be junked when it no longer fits. To the academic mind, authority is everything and facts are junked when they do not fit theory laid down by authority.

## Связь с другими произведениями
Так как секрет Пинеро был утерян, этот рассказ практически не повлиял на последующие произведения цикла. Имя доктора Пинеро мимоходом упоминается в «Достаточно времени для любви» и «Детях Мафусаила».